# Qadamgah
Qadamgah (en persa: قدمگاه‎) o Chasht-Khor (چاشت خور) es un monumento rupestre aqueménida en la parte sureste de la montaña Kuh-e Rahmat en la provincia de Fars de Irán, a unos 40 km al sur de Persépolis. Consta de tres plataformas con paredes traseras y escaleras, y presenta cavidades en la pared trasera y un manantial y estanque ya secos en la parte inferior. Su función ha sido objeto de debate, y las últimas investigaciones apuntan a una función religiosa relacionada con el elemento sagrado aban (agua).

## Etimología
Qadamgah, también transliterado como Kadam Gah (en persa: قدمگاه‎ Qadamgāh, pronunciación en persa: /ɢædæmˈgɒːh/ es la palabra persa moderna para “huella”. Otro nombre local es Qadamgāh-e Ali (en persa: قدمگاه علی‎, literalmente “la huella de Ali”). La estructura también recibe el nombre de Īvān-e Qadmgāh (en persa: ایوان قدمگاه‎, literalmente “el iwán de Qadamgah”).
Otro nombre es Chāsht-Khār (en persa: چاشت خوار‎ o en persa: چاشتخوار‎ pronunciación en persa: /tʃɒːʃtˈxoɾ/), que también es el nombre del  pueblo cercano, Chasht Khor.

## Estudios, descripción y función
El monumento fue descubierto por primera vez por el capitán H. L. Wells (de los Royal Engineers) en 1881, quien publicó un dibujo del plano y una sección del mismo, pero no lo describió. La estructura y su finalidad fueron analizadas posteriormente por Forsat-od-Dowleh Shirazi (1854-1920), Louis Vanden Berghe (1954), Giorgio Gullini (1964), Mohammad Taqi Mostafavi (1964), Peter Calmeyer (1975), Rémy Boucharlat (1979), Wolfram Kleiss (1993) y Jean-Claude Bessac (2007).

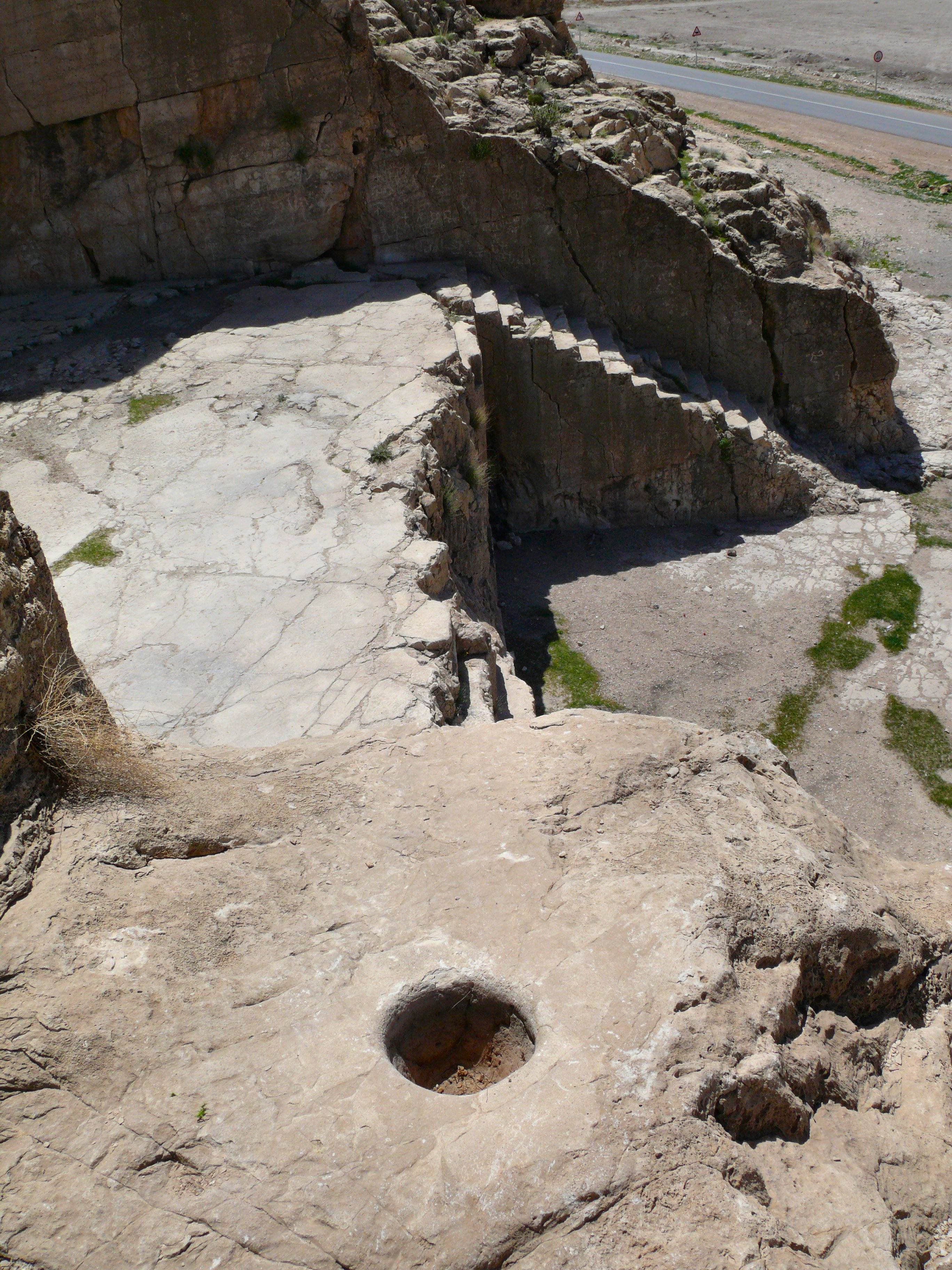
La escalera de la derecha y uno de los agujeros (en primer plano).

La estructura se construyó cortando verticalmente dos profundas terrazas desde la cima de la ladera rocosa de caliza, formando tres plataformas superpuestas con paredes verticales traseras. El monumento carece de estructuras construidas. Bajo la terraza inferior hubo un manantial, ahora seco, que alimentaba un estanque que daba al monumento. Las terrazas tienen 13,50 m de ancho. La terraza inferior está a 3 m del suelo. La terraza superior, que es 4,25 m más alta, está unida a la inferior por dos escaleras excavadas en la roca en los laterales. Tres filas de cinco cavidades poco profundas han sido talladas en forma rectangular en la pared posterior sobre la terraza superior. También hay varios agujeros semiesféricos poco profundos en el borde de la terraza superior.
La estructura data del periodo aqueménida o del post-aqueménida Se han propuesto varias hipótesis sobre su función, incluyendo una tumba real inacabada (se compara con las tumbas cerca de  Persépolis; la construcción habría sido abandonada como la llamada «tumba inacabada de Darío III» en Persépolis Sur), una función funeraria (con las cavidades funcionando como lugar para los huesos (astōdān)), o una función cultual. Observaciones posteriores sugieren que la obra estaba terminada, y que las cavidades probablemente estaban cubiertas con hipotéticas losas de piedra (que podrían haber contenido inscripciones o relieves con fines estéticos). Las últimas investigaciones de Jean-Claude Bessac favorecen una «función cultual relacionada con el agua» (aban) y la presencia del manantial y el estanque, y descartan la función funeraria. Esto haría de Qadamgah un lugar cultual aqueménida único conocido hasta la fecha. También hay tablillas cuneiformes de arcilla en los archivos administrativos de Persépolis con posibles referencias a este lugar.
El monumento es frágil y se está deteriorando lentamente. El único dibujo publicado del plano y la sección del monumento es el de H. L. Wells. Rémy Boucharlat en «Encyclopædia Iranica aconseja "un estudio completo y cuidadoso... y alguna excavación a sus pies».